# Fujiko Fujio
Fujiko Fujio (藤子 不二雄, Fujiko Fujio)  foi a assinatura utilizada por uma dupla de artistas japoneses de mangá. Seus nomes verdadeiros são Hiroshi Fujimoto (藤本 弘, Fujimoto Hiroshi, 1 de dezembro de 1933 - 23 de setembro de 1996) e  Motoo Abiko (安孫子 素雄, Abiko Motoo, 10 de março de 1934 - 7 de abril de 2022). Eles formaram a sua parceria em 1951, e usaram o nome Fujiko Fujio de 1954 até a dissolução da parceria em 1987.

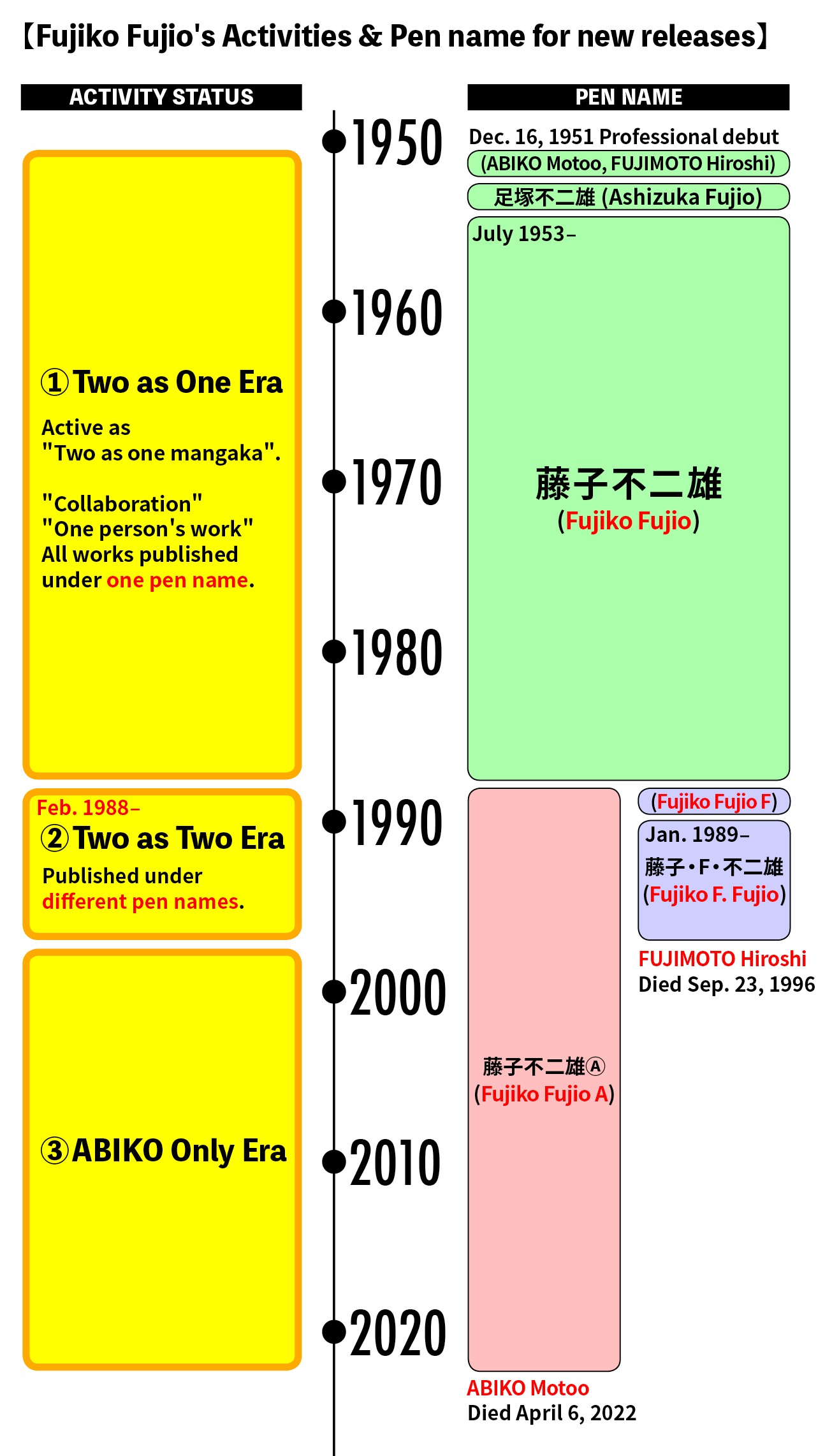
Assinaturas da dupla ao longo do tempo

Em 1987 eles se separam e passaram a se chamar de Fujiko F. Fujio (藤子・F・不二雄, Fujiko Efu Fujio) (nome usado por Fujimoto) e Fujiko Fujio A (藤子不二雄Ⓐ, Fujiko Fujio Ē) (nome usado por Abiko).

## Prêmios
- 1963 - Prêmio de Mangá Shogakukan para Old Song e Tebukuro Tecchan[1]
- 1981 – Kawasaki Cultural Prize (川崎市文化賞)
- 1982 – Prêmio de Mangá Shogakukan na categoria  kodomo
- 1989 – Film Special Meritorious Prize (映画特別功労賞)
- 1989 - Golden Gloss Prize (ゴールデングロス賞)
- 1997 – O primeiro Tezuka Osamu Cultural Prize Grande Prêmio[2]

## Lista de trabalhos de Fujiko Fujio (Fujiko F. Fujio e Fujiko Fujio A)
- Obake no Q-tarō (オバケのQ太郎) (1964–1966, 1971–1974)
- Magical Sahara (マじかル さはラ) (1968-1971, 1976–1978)

## Lista de trabalhos de Fujiko F. Fujio
- Pāman (パーマン) (1967–1968, 1983–1986)

- 21emon (21エモン) (1968)
- Mojacko (モジャ公) (1969–1970)
- Ume Boshi Denka (ウメ星デンカ) (1969)
- Doraemon (ドラえもん) (1969-1996)
- Jungle Kurobei (ジャングル黒べえ) (1973)
- Kiteretsu Daihyakka (キテレツ大百科) (1974–1977)
- Hitoribotchi no Uchū Sensō (ひとりぼっちの宇宙戦争) (1975)
- Bakeru-kun (バケルくん) (1976)
- Esper Mami (エスパー魔美) (1977–1982)
- TP Bon (T・Pぼん) (1978)
- Pokonyan (ポコニャン) (1978)
- Chimpui (チンプイ) (1985, 1987–1988)
- Mikio to Mikio (みきおとミキオ) (1974 - 1975）
- Bau Bau Daijin (バウバウ大臣)  (1976)
- Chu Ken Toppi (宙犬トッピ)  (1984)
- Chupoko (宙ポコ)  (1983)
- 4 Jigenbou P Poko (4じげんぼうPポコ)  (1975-1976)
- Mira・cle・1 (ミラ・クル・1) (1979)
- Zou Kun To Risu Chan (ぞうくんとりすちゃん) (1974)
- Tebukuro Tetsu-Chan (てぶくろてっちゃん) (1960-1963)
- Susume Roboket (すすめロボケット) (1962-1965)
- Pajamaman (パジャママン) (1973-1974)

## Lista de trabalhos de Fujiko Fujio A
- Ninja Hattori-kun (忍者ハットリくん) (1964–1971)
- Kaibutsu-kun (怪物くん) (1965–1969)
- Warau Salesman (笑ゥせぇるすまん) (1969–1971)
- Matarō ga Kuru!! (魔太郎がくる!!) (1972–1975)
- Pro Golfer Saru (プロゴルファー猿) (1974–1980)
- Manga Michi (まんが道) (1977–1982)
- Ultra B (ウルトラB) (1984–1989)
- Parasol Henbee (パラソルヘンべえ) (1989–1991)
- Biriken (ビリ犬) (1969、1989)
- Hoā!! Koike San (ホアー!! 小池さん) (1998-2001)
- Yume Tunnel (夢トンネル) (1983-1984)
- Wakatono (わかとの) (1964-1965-1968)
- Kurobee (黒ベエ) (1969-1970)